# 吸収缶
吸収缶（きゅうしゅうかん）とは、毒性や悪臭を持つ気体を吸収する物質を詰めた缶のこと。例えば防毒面（防毒マスク）に取り付けられているものがある。

## 使用上の注意
- 対象となる有毒ガスや化合物の種類に応じて様々な吸収缶があり、場面に応じて使い分ける必要が在る。
- しばしば、問題の気体が充満した室内に、開封された状態で 吸収缶が保存されている現場が在るが、それでは吸収缶の寿命を減じてしまう。保管にも気を遣う必要がある。

## 有機ガス用
粉砕され、よくふるいに掛けられて粒径が揃った活性炭が詰まっている。微粉末も、よく取り除かれている。使用してみると良く有機ガスを吸収することが分かる。十分な性能の吸収缶なら、ガスの毒性を完全に取り除く事が出来る。臭いを持つガスの場合、吸収缶が劣化し始めると活性炭自体も臭いを持つようになってくるために劣化していることが分かるが、臭いの無い・または弱いガスについては劣化に気づきにくいため有効期限を良く守る必要がある。